# Giełczew Pierwsza
Giełczew Pierwsza – wieś w Polsce, w województwie lubelskim, w powiecie lubelskim, w gminie Wysokie.

## Części wsi
| SIMC    | Nazwa     | Rodzaj    |
| ------- | --------- | --------- |
| 0905445 | Baldachów | część wsi |
| 0905480 | Zalasek   | część wsi |